# رونسارد ۱۰۱۳۹
سیارک ۱۰۱۳۹ (به انگلیسی: 10139 Ronsard، نامگذاری:1993ST4) ده هزار و صد و سی و نهمین سیارک کشف شده‌است که در ۱۹ سپتامبر ۱۹۹۳ کشف شد.
قدر مطلق سیارک برابر ۱۴٫۹۰ است.